# Hong Kong First Division League
Hong Kong First Division League (Zn. tradycyjne:香港甲組聯賽) – najwyższa liga piłkarska w Hongkongu.